# Дракіне (Лискинський район)
Дракіне (рос. Дракино) — село у Лискинському районі Воронезької області Російської Федерації.
Населення становить 2979 осіб. Входить до складу муніципального утворення Дракинське сільське поселення.

## Історія
Населений пункт розташований у межах українського етнічного та культурного регіону Східної Слобожанщини. До Перших визвольних змагань належав до Воронезької губернії.
Від 1928 року належить до Лискинського району, спочатку в складі Центрально-Чорноземної області, а від 1934 року — Воронезької області.
Згідно із законом від 15 жовтня 2004 року входить до складу муніципального утворення Дракинське сільське поселення.

## Населення
| 2002  | 2010  | 2012  | 2013  | 2014  | 2015  | 2016  |
| ----- | ----- | ----- | ----- | ----- | ----- | ----- |
| 3114  | ↗3253 | ↘3186 | ↘3131 | ↘3065 | ↗3072 | ↘3028 |
| 2017  | 2018  |       |       |       |       |       |
| ↘2993 | ↘2979 |       |       |       |       |       |